# Џим Џастис
Џејмс Конли Џастис II (27. април 1951) амерички је бизнисмен и политичар. Он је 36. гувернер Западне Вирџиније од 2017. године. Џастис је у септембру 2018. имао нето вредност од 1,2 милијарде долара, што га чини најбогатијом особом у Западној Вирџинији, иако је у октобру 2021. године опала на 513,3 милиона долара. Наследио је посао ископавања угља од свог оца и изградио пословну империју са 94 компаније, укључујући Гринбрир, луксузно одмаралиште у Вајт Сулфур Спрингсу.
У 2015, Џастис је најавио своју кандидатуру за гувернера на изборима за гувернера Западне Вирџиније 2016. Иако је био регистрован републиканац пре него што се кандидовао за гувернера, кандидовао се као демократа и победио републиканског кандидата Била Кола. Мање од седам месеци након што је преузео дужност, Џастис се вратио у Републиканску странку након што је најавио своје планове на митингу са америчким председником Доналдом Трампом у држави. У губернаторској трци 2020. поново је изабран у односу на демократског изазивача Бена Саланга.

## Младост и образовање
Џејмс Конли Џастис II је рођен у Чарлстону, Западна Вирџинија, као син Џејмса Конлија Џастиса и Едне Рут ( рођене Пери) Џастис. Џастис је одрастао у округу Рали, Западна Вирџинија. Уписао се на Универзитет у Тенесију са атлетском стипендијом за голф, али је прешао на Универзитет Маршал. У Маршалу је био двогодишњи капитен голф тима Тандеринг Херд. Дипломирао је и магистрирао пословну администрацију на Маршалу.

## Пословна каријера
Након колеџа, Џатис се бави породичним пољопривредним послом. Основао је Блуестоне Фармс 1977. године, која сада има 50.000 ари пољопривредног земљишта, и водећи је произвођач житарица на источној обали Сједињених Држава.Током тог времена, он је такође развио Плантажу Стони Бук, резерват за лов и риболов од 15.000 хектара у округу Монро. Џастис је седмоструки национални шампион у узгоју кукуруза. Након очеве смрти 1993. године, Џастис је наследио власништво над Блустон индустрис и Блустон корпорејшн. Године 2009. продао је део свог пословања са угљем руској компанији Мечел за 568 милиона долара. У 2015. години, након што је велики пад цене угља довео до тога да Мечел затвори неке од рудника, он је вратио посао за 5 милиона долара. Откако је откупио рудник од Мечела, Џастис је поново отворио неколико рудника и запослио преко 200 рудара. 
Рударске компаније Џастиса подвргнуте су испитивању због наводних случајева кршења безбедности и неплаћених пореза; 2016. НПР га је назвао „највећим делинквентом за безбедност мина“. Правда је наводно дуговала милионе долара влади на име заосталих пореза и неплаћених накнада за ископавање угља и казни: „Његове рударске компаније дугују 15 милиона долара у шест држава, укључујући порезе на имовину и минерале, државне отпремнине и порезе по одбитку, и савезни приход, акцизе и порезе на незапосленост, као и казне за безбедност мина, према окружним, државним и савезним евиденцијама." Две тужбе у вези са дуговима су решене 2019., а 2020. рударске компаније Јустице или његова породица су се сложили да плате 5 милиона долара безбедносних казни.
Према истрази Пропаблика, Џастис је платио више од 128 милиона долара у пресудама и поравнањима због неплаћених рачуна својих предузећа.
Форбес процењује нето вредност Џастиса на 513,3 милиона долара од октобра 2021.   Џастис је власник или главни извршни директор преко 50 компанија, укључујући Гринбрир у Вајт Сулфер Спрингсу у Западној Вирџинији, коју је купио за 20,5 милиона долара 2009. године, спречавајући њен банкрот. Он је у процесу изградње новог голф терена на врху планине са голферима Џеком Никлаусом, Гери Плејером и Лијем Тревином. Арнолд Палмер је био умешан пре своје смрти 2016. 
Од 2014. године Џастис је поседовао 70 активних рудника у пет држава. Његове добротворне активности су укључивале 25 милиона долара за Национални извиђачки камп Џејмс Ц. Џастис у Националном извиђачком резервату породице Бехтел, 5 милиона долара за Универзитет Маршал и 10 милиона за Кливлендску клинику. Правда поклања више од милион долара божићних поклона годишње кроз кампању Дрво снова за децу.
Пре него што је преузео функцију гувернера, Џастис је поднео оставку на све извршне функције које је обављао. Своју ћерку Џил је поставио на чело Гринбрира, а свог сина Џеја за своје рударске и пољопривредне послове. Рекао је да ће сву своју имовину ставити у слепо поверење, али да ће процес потрајати због њихове сложености.   Током пандемије КОВИД-19 2020. године, Џастис и предузећа његове породице примили су најмање између 11 милиона и 24 милиона долара помоћи кроз Програм заштите плате .  Његово луксузно одмаралиште, Гринбрир Хотел Корпорејшн, добило је зајам између 5 и 10 милиона долара, али компанија није обећала да ће задржати посао у замену за помоћ. 
Као гувернер Западне Вирџиније, Џастис је задужен за државне агенције које регулишу многе његове послове. 

## Гувернер Западне Вирџиније
У јануару 2019, Џастис је прогласио његову кандидатуру за реизбор.  Овог пута, он се кандидовао као републиканац, након што је променио регистрацију странке након митинга са председником Доналдом Трампом 2017. Победио је више изазивача на републиканским предизборима. 
У општој изборној кампањи, Џастис се фокусирао на свој одговор на КОВИД-19, суфицит државног буџета и свој рад на кризи злоупотребе супстанци.  Неколико анкета је водило са великом разликом у односу на комесара округа Канава Бена Саланга у месецима који су претходили дану избора.  Трећег новембра 2020. победио је Саланга  са преко 63% гласова према Саланговим 30%. Својом победом, постао је први републикански губернаторски кандидат Западне Вирџиније који је победио од Сесила Андервуда 1996. и први председник републичке странке који је освојио други мандат од Арха А. Мура млађег 1976. године.
Уједињени рудари подржали су Саланга након што су подржали правду 2016. Али Џастис је подржало Удружење за угаљ Западне Вирџиније, које је рекло да је „радио на заштити рудара, повећању производње угља и истраживању иновативних начина за коришћење угља за нове производе и могућности запошљавања у низводном току“. 
Јустице је преузео дужност гувернера 16. јануара 2017. године. Познат је по томе што користи шарене метафоре и копа према политичким противницима.  

## Изборна историја
| Партија    | Партија     | Кандидат   | Број гласова | %       |
| ---------- | ----------- | ---------- | ------------ | ------- |
|            | Демократска | Џим Џастис | 132.704      | 51,37%  |
| Бот Гудвин | Демократска | 65.416     | 25,32%       |         |
| Џеф Кеслер | Демократска | 60.230     | 23,31%       |         |
| Укупно     | Укупно      | Укупно     | 258.350      | 100,00% |

| Кандидат | Кандидат           | Кандидат    | Број гласова | %       |
| -------- | ------------------ | ----------- | ------------ | ------- |
|          | Демократска        | Џим Џастис  | 350.408      | 49,09%  |
|          | Републиканска      | Бил Кол     | 301.987      | 42,30%  |
|          | Планинска          | Чарлот Пит  | 42.068       | 5,89%   |
|          | Либертијанска      | Давид Моран | 15.354       | 2,15%   |
|          | Конститутивна      | Фил Худок   | 4.041        | 0,57%   |
| Укупно   | Укупно             | Укупно      | 713.858      | 100,00% |
|          | Демократско држање |             |              |         |

| Кандидат       | Кандидат      | Кандидат   | Број гласова | %       |
| -------------- | ------------- | ---------- | ------------ | ------- |
|                | Републиканска | Џим Џастис | 127.445      | 63,0%   |
| Вуди Трашер    | Републиканска | 37.019     | 18,3%        |         |
| Мајкл Фолк     | Републиканска | 24.896     | 12,3%        |         |
| Дог Сикс       | Републиканска | 4.231      | 2,1%         |         |
| Броук Ланшфорд | Републиканска | 3.675      | 1,8%         |         |
| Укупно         | Укупно        | Укупно     | 202.241      | 100,00% |

| Кандидат | Кандидат             | Кандидат         | Број гласова | %       |
| -------- | -------------------- | ---------------- | ------------ | ------- |
|          | Републиканска        | Џим Џастис       | 497.944      | 63,49%  |
|          | Демократска          | Бен Саланго      | 237.024      | 30,22%  |
|          | Либертијанска        | Ерика Коленич    | 22.527       | 2,87&   |
|          | Независан            | С. Маршал Вилсон | 15.120       | 1,93%   |
|          | Планинска            | Данијел Луц      | 11.309       | 1,44%   |
|          | Дописали             | Дописали         | 363          | 0,05%   |
| Укупно   | Укупно               | Укупно           | 713.858      | 100,00% |
|          | Републиканско држање |                  |              |         |